# Joachim Streit
Joachim Streit (ur. 4 czerwca 1965 w Trewirze) – niemiecki polityk, prawnik i samorządowiec, wiceprzewodniczący Freie Wähler, poseł do landtagu Nadrenii-Palatynatu, deputowany do Parlamentu Europejskiego X kadencji.

## Życiorys
Ukończył szkołę średnią w Neuerburgu, a w 1991 studia prawnicze na Uniwersytecie w Trewirze. Doktoryzował się w 2002, praktykował w zawodzie prawnika. Zaangażował się w działalność ruchu niezależnych wyborców Freie Wähler. W 1988 organizował lokalne ugrupowanie Liste Streit. Zasiadał w radzie miejskiej Bitburga, w latach 1997–2009 sprawował urząd burmistrza tej miejscowości. Był radnym powiatu Eifelkreis Bitburg-Prüm, w latach 2009–2021 kierował administracją lokalną, zajmując stanowisko landrata. W 2021 był głównym kandydatem swojego ugrupowania w wyborach krajowych. Uzyskał wówczas mandat posła do landtagu Nadrenii-Palatynatu, stając na czele frakcji poselskiej swojej formacji. W 2024 został powołany na wiceprzewodniczącego federalnej partii Freie Wähler. W 2024 został natomiast wybrany do Europarlamentu X kadencji.